# Lester Meléndez
Lester Meléndez (ur. 18 maja 1981 w mieście Chinandega, Nikaragua) – nikaraguański piłkarz, grający na pozycji bramkarza, reprezentant Nikaragui, trener piłkarski.

## Kariera piłkarska
Podczas studiowania rozpoczął karierę piłkarską w piłkarskiej drużynie reprezentującej University of Massachusetts Amherst. Potem występował w koreańskim Pegasus FC, angielskich Harrow Borough F.C. i Walsall F.C., Cracovii, amerykańskich drużynach University of Miami i Gonzaga University, estońskim Tallinna Kalev i puertorykańskim Huracán Caguas.

## Kariera reprezentacyjna
W latach 2002–2007 bronił barw reprezentacji Nikaragui.

## Kariera trenerska
Obecnie pomaga trenować żeńską reprezentację University of Miami.